# David Brodman
David Brodman (Hebreeuws: דוד ברודמן) (Rotterdam, 22 februari 1936 - 19 mei 2020) was een Israëlische rabbijn en vredesactivist van Nederlandse komaf.

## Biografie
Brodman is afkomstig uit een gelovig joods gezin. Als kleuter maakte hij het bombardement op Rotterdam van 14 mei 1940 mee. Net op tijd had het gezin Brodman zichzelf in een schuilkelder in veiligheid gebracht toen hun huis werd platgebombardeerd. De dag erna verhuisden ze naar Den Haag.
Vanwege de Jodenvervolging werden Brodman met zijn moeder en jongere zus eind 1942 naar kamp Vught afgevoerd. Vervolgens kwamen ze in kamp Westerbork terecht, waar een milder regime heerste. Vandaar uit werden ze naar het concentratiekamp Theresienstadt overgebracht. Op zijn vader na die weliswaar was gevlucht maar later toch werd gepakt en in het concentratie- en vernietigingskamp Auschwitz om het leven kwam, overleefde het gezin Brodman de oorlog en vestigden zij zich weer in Den Haag.
De oprichting van de staat Israël op 14 mei 1948 was voor het gezin een emotionele gebeurtenis die ze via de radio meemaakten. Brodman volgde een opleiding tot rabbijn en was als zodanig van 1963 tot 1973 bij het Amsterdamse rabbinaat (de Nederlands-Israëlitische Hoofdsynagoge) werkzaam. In 1973 emigreerde (alia) hij naar Israël. In het bij Tel Aviv gelegen plaatsje Savyon - Brodman is opperrabbijn van Savyon - richtte hij het Savyon Center op, een centrum voor joodse studies. Hiermee beoogde hij de niet-gelovige Joden in Israël en dan met name de jeugd interesse bij te brengen voor het joodse geloof en alles wat daarmee samenhangt. Hij had namelijk na zijn vestiging in Israël bemerkt dat veel Joodse Israëliërs hun religieuze wortels waren kwijtgeraakt en wilde daar wat aan doen. Hij nam hij een groeiende belangstelling bij seculiere Joden voor het joodse geloofs- en cultuurgoed en de joodse geschiedenis waar omdat zij zich vanwege alle negatieve verwikkelingen omtrent Israël willen oriënteren op hun oorsprong.
Rabbijn Brodman was lid van de Council of Religious Institutions of the Holy Land (Raad van Religieuze Instituties van het Heilige Land). Dit is een vredesforum van joden, moslims en christenen in Israël. 

Hoewel hij geloofde dat God in de Thora Israël aan de Joden heeft beloofd en ook dat God het land en zijn inwoners beschermt, was hij van mening dat als het gaat om een duurzame vrede en het sparen van levens de bepalingen in de Thora mogen worden gepasseerd en stukken land mogen worden (terug/weg)gegeven. Een Israël dat het gehele Bijbelse gebied omvat - Eretz Israël Hashlema in het Hebreeuws - kan volgens hem namelijk alleen door God tot stand worden gebracht.
Rabbijn Brodman bezocht regelmatig zijn oude vaderland Nederland, onder meer als gesprekspartner op christelijke bijeenkomsten.